# Henrik Tömmernes
Henrik Tömmernes, född 28 augusti 1990 i Karlstad, är en svensk ishockeyback som spelar för Frölunda HC i SHL. Hans moderklubb är Färjestad BK. Han har tidigare spelat för Utica Comets, Tappara,  Genève-Servette och har även varit utlånad till Borås hockey under sin tidigare tid i Frölunda.
Tömmernes valdes som 210:e spelare totalt av Vancouver Canucks i NHL-draften 2011.

## Spelarkarriär
Tömmernes är född och uppvuxen i Karlstad. Han började spela ishockey i Färjestad BK som är hans moderklubb. Vid 18 års ålder skrev han kontrakt med Frölunda i SHL. 2010 valdes han i sjunde rundan som spelare nummer 210 totalt av Vancouver Canucks. Säsongen 2010/2011 noterades han för 20 poäng på 47 spelade matcher i Frölunda. Inför säsongen 2013/2014 flyttade han över till Nordamerika för spel i Utica Comets i American Hockey League (AHL). Under pågående säsong, 2014/2015 spelade han 22 matcher för Tappara i finska FM-ligan i ishockey. 
Säsongen 2015/2016 återvände han till Frölunda och mellan säsongen 2017-2023 spelade han för Genève-Servette. Inför säsongen 2023/24 stod det klart att han är redo för en återkomst i Frölunda.